# Star Trek: Discovery/Staffel 4
Dieser Artikel behandelt die seit 2021 erscheinende vierte Staffel der US-Fernsehserie Star Trek: Discovery.
Die vierte Staffel folgt der Besatzung der USS Discovery, die sich über 900 Jahre nach den Ereignissen von Raumschiff Enterprise einer unsichtbaren Anomalie gegenübersieht. Die Staffel wird von CBS-Studios in Zusammenarbeit mit Secret Hideout und Roddenberry Entertainment produziert, wobei Michelle Paradise als Showrunnerin fungiert.
Die aktive Entwicklung der Staffel begann im Januar 2020, wobei die Dreharbeiten wegen der COVID-19-Pandemie mehr Zeit in Anspruch nahmen. Sie wurde im Oktober 2020 offiziell angekündigt, und die Dreharbeiten fanden von November 2020 bis August 2021 in Toronto statt. Um die Sicherheit während der Pandemie zu gewährleisten, wurden neue Verfahren für die Dreharbeiten eingeführt.
Die Staffel feierte am 18. November 2021 auf dem Streaming-Dienst Paramount+ Premiere.

## Episoden
| Nr. (ges.) | Nr. (St.) | Deutscher Titel          | Originaltitel        | Erstveröffentlichung USA | Deutschsprachige Erstveröffentlichung (D-A-CH) | Regie                             | Drehbuch                                      |
| --- | --------- | ------------------------ | -------------------- | ------------------------ | ---------------------------------------------- | --------------------------------- | --------------------------------------------- |
| 43 | 1         | Kobayashi Maru           | Kobayashi Maru       | 18. Nov. 2021            | 26. Nov. 2021                                  | Olatunde Osunsanmi                | Michelle Paradise, Jenny Lumet, Alex Kurtzman |
| Captain Michael Burnham von der USS Discovery und ihr Partner Cleveland „Book“ Booker laden das Volk von Alshain IV ein, der Vereinigten Föderation der Planeten wieder beizutreten. Sie stellen die Absichten der Föderation unter Beweis, indem sie helfen, die seit langem kaputte Technologie von Alshain zu reparieren. Book reist dann zu seinem Heimatplaneten Kwejian, um an der Volljährigkeitsfeier seines Neffen Leto teilzunehmen. Burnham und die Crew der Discovery nehmen an der offiziellen Wiedereröffnung der Sternenflottenakademie teil, wo sie die neue Föderationspräsidentin Laira Rillak treffen. Die Sternenflotte empfängt einen Notruf von einer Raumstation in der Nähe von Kwejian, und Rillak begleitet die Discovery, um der Sache nachzugehen. Die Raumstation wurde durch eine unbekannte Gravitationsverzerrung unkontrolliert ins Trudeln gebracht und Burnham beschließt, selbst bei der Evakuierung des Personals zu helfen. Rillak stellt Burnhams Entscheidungen in Frage und enthüllt später, dass sie Burnham als potenzielle Kandidatin für einen neuen Auftrag beobachtet hat, aber Bedenken bezüglich ihrer Vorgehensweise hat. Sie thematisieren in ihrem Gespräch den Kobayashi-Maru-Test. Auf Kwejian wird Book Zeuge seltsamer Vogelaktivitäten und fliegt weg, um sie zu untersuchen, gerade als die Gravitationsverzerrung den gesamten Planeten zerstört. |           |                          |                      |                          |                                                |                                   |                                               |
| 44 | 2         | Anomalie                 | Anomaly              | 25. Nov. 2021            | 26. Nov. 2021                                  | Olatunde Osunsanmi                | Anne Cofell Saunders, Glenise Mullins         |
| Book ist nach dem Verlust seines Planeten und seiner Familie vor Trauer wie betäubt und wird von Halluzinationen über Leto heimgesucht. Wissenschaftsoffizier Paul Stamets erklärt Rillak und dem Sternenflottenkommando, dass die Zerstörung von Kwejian durch eine noch nie dagewesene Gravitationsanomalie verursacht wurde, die weitere Untersuchungen erfordert. Der ehemalige Discovery-Captain Saru kehrt zurück, um als Burnhams Erster Offizier zu dienen. Die Discovery springt in sichere Entfernung außerhalb der Anomalie, um sie genauer zu untersuchen und um den Kurs der Anomalie berechnen zu können. Die ersten Daten widerlegen bisherige Theorien und Book meldet sich freiwillig, um mit seinem Schiff und mit Unterstützung durch Paul Stamets' Hologramm in die Anomalie zu fliegen für weitere Aufzeichnungen. Burnham wird überzeugt, Book die Mission durchführen zu lassen. Dort treten Schwierigkeiten auf, aber schließlich kann Book durch ein geschicktes Manöver aus der Anomalie entkommen. Während dieser Zeit ändert die Anomalie auf unerklärliche Weise ihre Richtung und beschädigt die Discovery. Es stellt sich heraus, dass ihre Bewegung und ihre weitere Wirkung auf andere Planeten nicht berechnet werden können. Book beginnt danach, Burnham seinen Kummer mitzuteilen. In der Zwischenzeit planen Dr. Hugh Culber und Fähnrich Adira Tal, das Bewusstsein von Adiras verstorbenem Freund Gray in einen synthetischen Körper zu übertragen, wobei eine ungewöhnliche Technologie zum Einsatz kommen soll, die bereits bei Admiral Jean-Luc Picard erprobt wurde. Die Methode wurde aber damals aufgrund einer geringen Erfolgsrate eingestellt. |           |                          |                      |                          |                                                |                                   |                                               |
| 45 | 3         | Wähle das Leben          | Choose to Live       | 2. Dez. 2021             | 3. Dez. 2021                                   | Christopher J. Byrne              | Terri Hughes Burton                           |
| J’Vini, eine romulanische Bürgerin von Ni’Var und Nonne des Ordens der Qowat Milat, überfällt mehrere Schiffe der Sternenflotte, um seltene Dilithiumkristalle zu stehlen. Bei einem Überfall tötet sie einen Offizier. Sternenflottenadmiral Charles Vance enthüllt dies Burnham, Ni’Var-Präsidentin T’Rina und Burnhams Mutter Gabrielle, die Mitglied der Qowat Milat ist. Rillak will J’Vini nicht ohne T’Rina Hilfe verfolgen, da Ni’Var kurz davor steht, über seinen Wiedereintritt in die Föderation zu verhandeln. Gabrielle glaubt, dass J’Vini eine aussichtslose Sache gefunden hat, für die sie kämpfen kann, und schließt sich Burnham, begleitet von Lieutenant Tilly, an, um J’Vini zu verhaften. Sie finden J’Vini auf einem scheinbar kargen Mond, der in Wirklichkeit ein riesiges Raumschiff ist, in dem fremde Wesen (Abronianer genannt) in Kryostase gehalten werden. J’Vini hatte vergeblich versucht, sie zu wecken, und schließlich das Dilithium gestohlen, um damit das Schiff aus dem Pfad der Anomalie zu bewegen und die Wesen vor Grabräubern zu schützen. Ihre Biomasse enthält Latinum (eine wertvolle Substanz). Burnham verhaftet J’Vini, hilft aber zuvor dabei, die Flüchtlinge zu wecken. In der Zwischenzeit reisen Stamets und Book nach Ni’Var, um die Daten über die Anomalie zu analysieren, die Stamets als DMA (Dunkle Materie Anomalie) bezeichnet. Sie finden zwar nicht heraus, worum es sich handelt, aber T’Rina hilft Book, Erinnerungen an Leto wachzurufen, was ihm etwas Trost spendet. Zudem wird das Bewusstsein von Adiras verstorbenem Freund Gray in einen synthetischen Körper übertragen. Nach einer länger andauernden kritischen Phase erwacht er und hat auch sein Bewusstsein behalten. |           |                          |                      |                          |                                                |                                   |                                               |
| 46 | 4         | Alles ist möglich        | All Is Possible      | 9. Dez. 2021             | 10. Dez. 2021                                  | John Ottman                       | Alan McElroy, Eric J. Robbins                 |
| Ni’Var beschleunigt seine Verhandlungen mit der Föderation und Rillak bittet Burnham und Saru, vertretungsweise teilzunehmen, da Sternenflottenadmiral Charles Vance angeblich erkrankt ist. Culber schlägt vor, dass Silvia Tilly, die sich unsicher über ihren Platz auf dem Schiff fühlt, eine Gruppe neuer Kadetten der Sternenflottenakademie bei einer Teambildungsübung begleitet. Auch Adira nimmt an der Mission teil, bei der die Kadetten zusammenarbeiten müssen, um einen Planeten zu untersuchen. Sie kommen zunächst nicht miteinander aus, müssen sich aber zusammenraufen, nachdem sie auf einem gefährlichen Mond notgelandet sind. Gemeinsam gelingt es ihnen, ein Sternenflottenschiff zu kontaktieren, das sie rettet und zum Hauptquartier der Föderation zurückbringt. Dort bietet der geheimnisvolle Dr. Kovich Tilly einen Lehrauftrag an der Akademie an. Die Gespräche zwischen Ni’Var und der Föderation scheinen zu scheitern, aber Burnham und Saru sprechen mit beiden Seiten und schlagen einen Kompromiss vor, dem alle zustimmen: Ein von der Föderationsführung unabhängiges Komitee wird die Vereinigung regelmäßig überprüfen. Burnham bietet an, als Bürgerin sowohl der Föderation als auch von Ni’Var in dieses Komitee einzutreten. Tilly nimmt den Lehrauftrag an und verlässt das Schiff. |           |                          |                      |                          |                                                |                                   |                                               |
| 47 | 5         | Die Beispiele            | The Examples         | 16. Dez. 2021            | 17. Dez. 2021                                  | Lee Rose                          | Kyle Jarrow                                   |
| Die DMA verschwindet und taucht Sekunden später 1000 Lichtjahre entfernt wieder auf, was beweist, dass es sich nicht um eine natürlich vorkommende Anomalie handelt. Der Wissenschaftler Ruon Tarka schließt sich der Discovery an, um herauszufinden, wer die DMA geschaffen hat. Er ist in der Lage, ein Modell der DMA zu erstellen, das mehr Energie benötigt, als die Discovery zur Verfügung stellen kann. Als die Discovery erfährt, dass der Asteroidengürtel Radvek in der neuen Bahn der DMA liegt, wird sie beauftragt, seine Bewohner zu evakuieren. Der Magistrat des Gürtels ist dankbar für ihre Hilfe und beginnt damit, seine Leute an Bord zu beamen, aber er weigert sich, seine Gefangenen freizulassen, die er als „Exempel“ bezeichnet. Burnham und Book machen sich auf den Weg, um die Gefangenen selbst zu retten. Diese behaupten, zu Unrecht inhaftiert worden zu sein. Burnham überzeugt sie davon, sie zu begleiten, indem sie ihnen Asyl auf der Discovery anbietet. Ein Gefangener namens Felix beschließt zurückzubleiben. Er berichtet, dass er unter anderem eine Kugel gestohlen hat, auf der das Erbe einer Familie aufgezeichnet ist, und den Besitzer im darauf folgenden Kampf ermordet hat. Book will ihn dennoch retten, aber Burnham respektiert Felix’ Wunsch und lässt ihn sterben, als der Asteroidengürtel von der DMA zerstört wird. Burnham gibt die Kugel später der Tochter des Mannes, den Felix getötet hat. |           |                          |                      |                          |                                                |                                   |                                               |
| 48 | 6         | Stürmisches Wetter       | Stormy Weather       | 23. Dez. 2021            | 24. Dez. 2021                                  | Jonathan Frakes                   | Anne Cofell Saunders, Brandon Schultz         |
| Die Discovery dringt in einen von der DMA geschaffenen Subraumspalt ein, um ihn zu untersuchen, und stößt auf eine Leere, aus der sie nicht herausnavigieren kann. Ein DOT-Roboter verlässt das Schiff und löst sich auf. Book und Stamets versuchen, mit dem Sporenantrieb aus der gefährlichen Leere zu springen, was misslingt. Book bekommt Halluzinationen von seinem verstorbenen Vater, der an diesem Tag Geburtstag hat. Stamets erkennt, dass die Halluzinationen durch die Interaktion mit Partikeln aus der Barriere am Rande der Galaxie verursacht wurden. Zora, der fortschrittliche Computer des Schiffes, versucht ihre üblichen Aufgaben zu erfüllen, während sie dabei hilft, einen Weg aus dem Spalt zu finden. Dabei fühlt sie sich von den Daten aus dem Schiff überflutet. Gray bietet Zora an, ihr bei der Bewältigung ihrer Aufgaben zu helfen, indem er mit ihr ein Spiel spielt. Daraufhin erkennt Zora Mikroabweichungen auf den externen Sensoren, mittels derer sie aus dem Spalt entkommen könnten. Um die Besatzung vor der Auflösung durch die Leere zu schützen, veranlasst Burnham, dass alle in den „Musterpuffer“ geladen werden (wo Materie für den Transport in Energie umgewandelt wird). Nur sie bleibt auf der Brücke und fliegt das Schiff allein mit Zora, bis sie wegen der zunehmenden Hitze das Bewusstsein verliert. Burnham erwacht auf der Krankenstation und erfährt, dass das Schiff den Spalt erfolgreich verlassen hat und alle Besatzungsmitglieder zurückkehren konnten. |           |                          |                      |                          |                                                |                                   |                                               |
| 49 | 7         | Verbindung               | …But to Connect      | 30. Dez. 2021            | 31. Dez. 2021                                  | Lee Rose                          | Terri Hughs Burton, Carlos Cisco              |
| Der Schiffscomputer Zora bestimmt den Standort des Schöpfers der DMA, der als „Unbekannte Spezies 10-C“ bezeichnet wird, weigert sich aber, ihn der Besatzung mitzuteilen, da sie sich um deren Sicherheit sorgt. Dr. Kovich merkt an, dass die Vorschriften der Sternenflotte die Integration von empfindungsfähigen Systemen in Raumschiffe verbieten. Einige Besatzungsmitglieder setzen sich für Zora ein, aber andere, insbesondere Stamets, befürchten aufgrund ihrer Befehlsverweigerung negative Auswirkungen auf die Kontrolle über die Schiffssysteme. Nach der Untersuchung ihrer weiterentwickelten Programmierung kommt Kovich zu dem Schluss, dass Zora eine neue Lebensform ist und auf dem Schiff bleiben kann. Es stehe ihr frei, sich der Sternenflotte als Spezialistin anzuschließen. Dann müsse sie aber auch die Befehle ihrer Vorgesetzten befolgen. Zora willigt ein und gibt die Koordinaten preis. In der Zwischenzeit nehmen Burnham und Book an einer Versammlung von Vertretern der Föderation und ihrer Partner teil, um die DMA-Strategie zu besprechen. Rillak und Burnham wollen mit 10-C Kontakt aufnehmen und eine Eskalation des Konflikts vermeiden. Book hingegen unterstützt Tarka, der eine Waffe entwickelt hat, um die DMA zu zerstören, bevor sie anderen Welten Schaden zufügt. Die Versammlung stimmt für den friedlichen Erstkontakt. Tarka und Book fliehen mit dem Prototyp der neuen Sporenantriebstechnologie. |           |                          |                      |                          |                                                |                                   |                                               |
| 50 | 8         | Alles oder nichts        | All In               | 10. Feb. 2022            | 11. Feb. 2022                                  | Christopher J. Byrne, Jen McGowan | Sean Cochran                                  |
| Tarka braucht Isolynium, um seine Waffe zu vervollständigen, und Burnham weiß, von welchem Schwarzmarkthändler Book versuchen wird, es zu bekommen. Rillak verweigert Burnham, Book zu verfolgen, und Vance stimmt öffentlich zu, aber er gibt Burnham insgeheim andere Befehle: Daten über die Spezies 10-C zu sammeln, aber gleichzeitig zu versuchen, das Isolynium vor Book und Tarka zu bekommen. Diese beiden kommen in einem Casino auf Porathia an und treffen sich mit Haz Mazaro, der sich bereiterklärt, ihnen das Isolynium zu verkaufen, wenn Book hilft, einen Betrüger im Casino zu finden. Burnham und die Einsatzoffizierin Joann Owosekun treffen kurz darauf ein und wollen von Mazaro außergalaktische Sternaufnahmen von den zuvor ermittelten Koordinaten der Spezies 10-C kaufen. Sie sind nicht in der Lage, Book und Tarka für das Isolynium zu überbieten. Owosekun nimmt an einem Ringkampf teil, um ihnen mehr Geld zu verschaffen. Sie nähern sich Mazaro mit dem Geld, gerade als Tarka einen Betrüger (Gestaltwandler) gefangen nimmt. Der Händler beschließt, das Unentschieden der Bieterparteien durch ein leonisches Pokerspiel entscheiden zu lassen. Book gewinnt das Spiel und holt sich das Isolynium, aber Burnham gelingt es zuvor, einen Peilsender anzubringen. Die Sternaufnahmen zeigen ein großes, künstliches „Hyperfeld“ (mit möglicherweise einem eingeschlossenen Wirtsstern und 2 oder 3 umkreisenden Planeten) jenseits der galaktischen Barriere. Die Daten deuten darauf hin, dass es mit seltenem Boronit betrieben wird, das die DMA von den zerstörten Planeten abgebaut hat. |           |                          |                      |                          |                                                |                                   |                                               |
| 51 | 9         | Rubikon                  | Rubicon              | 17. Feb. 2022            | 18. Feb. 2022                                  | Andi Armaganian                   | Alan McElroy                                  |
| Die ehemalige Discovery-Sicherheitsoffizierin Nhan kommt auf die Discovery, während diese Burnhams Peilsender folgt. Nhan soll sicherstellen, dass Burnhams persönliche Gefühle für Book nicht die Mission gefährden. Die Discovery springt zu einer Position in der Nähe von Books Schiff, während Book und Tarka die Waffe fertigstellen. Saru führt ein getarntes Shuttle an, um sich auf Books Schiff zu schleichen und die Waffe zu deaktivieren. Das Shuttle wird jedoch von einem neuen automatischen Sicherheitssystem angegriffen, das Tarka auf Books Schiff installiert hat. Book ermöglicht der Shuttle-Besatzung die Flucht zurück zur Discovery. Er findet den Peilsender und deaktiviert ihn, so dass sein Schiff nach dem Sprung in die DMA von der Discovery nicht mehr lokalisiert werden kann. Nhan hat einen Weg gefunden, wie Books Schiff zerstört werden kann und ist bereit, dies anzuordnen, bevor es den Controller im Zentrum der DMA zerstören kann. Beide Schiffe finden den Controller, und es kommt zu einem Patt, bei dem Burnham sowohl Nhan als auch Book davon überzeugen kann, sich zurückzuhalten. Hinter dem Rücken von Book beamt Tarka jedoch die Waffe in den Controller und zerstört damit die DMA. Die Discovery sowie Book und Tarka fliehen vor der Explosion. Tarka kann jedoch keine Energiequelle der DMA entdecken, wie er sich erhofft hatte. Kurz darauf erscheint eine neue DMA am gleichen Ort. |           |                          |                      |                          |                                                |                                   |                                               |
| 52 | 10        | Die Galaktische Barriere | The Galactic Barrier | 24. Feb. 2022            | 25. Feb. 2022                                  | Deborah Kampmeier                 | Anne Cofell Saunders                          |
| Aus Angst vor Vergeltungsmaßnahmen von Spezies 10-C verlegt Rillak den Zeitpunkt des Erstkontakts vor. Sie, T’Rina und mehrere Diplomaten gehen an Bord der Discovery, die zur galaktischen Barriere springt und die gefährliche Durchquerung beginnt. Bevor die Discovery den Kontakt zur Föderation verliert, teilt Vance Rillak mit, dass die DMA kurz davor steht, die Erde und Ni’Var zu zerstören. Burnham überzeugt Rillak davon, diese Information an die Crew weiterzugeben. Book und Tarka benötigen programmierbare Antimaterie, um selbst durch die Barriere zu gelangen, und reisen zu einem verlassenen Arbeitslager der Smaragdkette, in dem Tarka einst gefangen gehalten wurde und wo es einen Vorrat davon gibt. Tarka erzählt Book, wie er sich mit dem Mitgefangenen Oros anfreundete, den er eigentlich ausspionieren sollte. Dieser hat heimlich eine Maschine gebaut, die einen Transport in ein friedliches Paralleluniversum ermöglicht. Weil sie getrennt wurden, weiß Tarka nicht, ob Oros in dieses Universum gelangt ist, aber er hofft es. Er hat seine eigene Maschine gebaut, um dem Freund zu folgen. Tarka hatte ursprünglich geplant, die Energiequelle der DMA für den Transport zu nutzen, musste jedoch feststellen, dass sich diese bei den 10-C befindet. Nach einem schwierigen Flug mit Hilfe sogenannter Raumzellen verlässt die Discovery die galaktische Barriere und nimmt Kurs auf die Koordinaten der 10-C. |           |                          |                      |                          |                                                |                                   |                                               |
| 53 | 11        | Der Rosettastein         | Rosetta              | 3. März 2022             | 4. März 2022                                   | Jeff Byrd, Jen McGowan            | Terri Hughes Burton                           |
| Die Discovery fliegt zu einem toten Planeten in der Nähe des Hyperfelds, der möglicherweise die Heimatwelt von Spezies 10-C war. Erdgeneral Diatta Ndoye hält dies für Zeitverschwendung, aber andere Diplomaten unterstützen diese Entscheidung, da sie zu nützlichen Informationen führen könnte. Burnham begibt sich mit Saru, Culber und der Pilotin Keyla Detmer auf den Planeten. Dort finden sie ein großes Skelett von einem der Wesen, die einst in den planetaren Gasschichten gelebt hatten. Unter dem Einfluss von Kohlenwasserstoffverbindungen fangen die Mitglieder des Landungsteams an zu halluzinieren; in ihnen entstehen starke Gefühle, wie Angst und Zuneigung. Das Team schlussfolgert, dass die 10-C nach einem Meteoriteneinschlag, der das Gas verbrannte und viele der Wesen tötete, von dem Planeten flohen. Die komplexen Kohlenwasserstoffverbindungen verwendet 10-C offenbar, um Emotionen zu kommunizieren. Die Besatzung will die Kohlenwasserstoffe als Übersetzungshilfe gegenüber den 10-C verwenden, so wie einstmals der "Rosettastein" auf der Erde bei der Entschlüsselung der ägyptischen Schriften half. Book und Tarka folgen der Discovery und schleichen sich an Bord. Tarka umgeht die Sensoren von Zora, damit ihr Schiff unbemerkt an die Discovery angekoppelt werden kann, und nimmt dabei die Ingenieurin Jett Reno als Geisel. Book überredet Ndoye, ihnen bei der Zerstörung der DMA zu helfen. |           |                          |                      |                          |                                                |                                   |                                               |
| 54 | 12        | Spezies 10-C             | Species Ten-C        | 10. März 2022            | 11. März 2022                                  | Olatunde Osunsanmi                | Kyle Jarrow                                   |
| Die Discovery setzt den Kohlenwasserstoff, der Friedfertigkeit repräsentiert, mittels DOT-Robotern auf der Oberfläche des Hyperfeldes frei, um gute Absichten auszudrücken. Bald werden die Discovery und Books Schiff in die Struktur gezogen und von einem Orb (einer Art Sphäre aus einer unbekannten Substanz) umgeben. Spezies 10-C antwortet mit weiteren Kohlenwasserstoffen und einem Lichtmuster, das die Besatzung als eine „Brückensprache“ entschlüsselt, die Lincos ähnelt und mathematische Gleichungen verwendet. 10-C fragt, warum die DMA durch Tarkas Waffe zerstört wurde, und die Besatzung antwortet, indem sie ihre Angst vor der DMA deutlich macht. Auf Books Schiff plant Tarka mit Ndoye einen Plasmastrom von der Discovery aus zu zünden, mit dessen Hilfe das Schiff den Orb verlassen und direkt zur Energiequelle der DMA fliegen kann. Reno erkennt, dass die konkrete Umsetzung von Tarkas Plan, an die Energiequelle zu kommen, das Hyperfeld und alles darin zerstören wird sowie anschließend auch die Erde und Ni’Var. Book stellt Tarka deswegen zur Rede, aber Tarka nutzt seine Upgrades für das Schiff, um Book zurückzuhalten. Als die Besatzung der Discovery gerade die 10-C bitten will, die DMA zurückzuziehen, setzt Ndoye Tarkas Plan in die Tat um und Books Schiff entkommt. Die Mitglieder von 10-C brechen den Kontakt ab. Reno gelingt es, Burnham über Tarkas Plan zu informieren. |           |                          |                      |                          |                                                |                                   |                                               |
| 55 | 13        | Die Heimkehr             | Coming Home          | 17. März 2022            | 18. März 2022                                  | Olatunde Osunsanmi                | Michelle Paradise                             |
| Die Föderation versucht, möglichst viele Bewohner von der Erde und Ni’Var zu evakuieren, bevor die DMA die Planeten zerstören wird. Tarka steuert Books Schiff zur DMA-Energiequelle, um sie mit einem gravimetrischen Strahl zu treffen. T’Rina erkennt, dass die Gehirne der 10-C miteinander verbunden sind; daher können sie nicht verstehen, dass Tarka als Einzelwesen und unabhängig von den anderen handelt. Die Besatzung opfert den Sporenantrieb der Discovery, um dem Orb zu entkommen, kann sich aber Books Schiff wegen des Plasmas nicht nähern. Ndoyes heimliche Zusammenarbeit mit Book wird entdeckt. Ndoye bietet eine Wiedergutmachung an und erklärt sich bereit, mit einem Shuttle Books Schiff zu rammen, um es aufzuhalten. Nach dem Zusammenstoß werden Ndoye und Reno in Sicherheit gebeamt, aber Book kann vom Transporter nicht wiederhergestellt werden. Burnham glaubt, er sei tot. Die Besatzung der Discovery trifft mit Angehörigen der 10-C auf einem Planeten innerhalb des Hyperfelds zusammen und erklärt ihnen, dass Tarka allein gearbeitet hat und warum. Die 10-C zeigen Verständnis und Mitgefühl und schalten die DMA aus, so dass die Zerstörung der Erde und Ni’Vars gerade noch rechtzeitig verhindert werden kann. Dann geben sie überraschend Book frei, dessen Transportermuster in einem Stasis-Feld der 10-C gefangen war. Book spricht über seinen Kummer und nutzt seine empathischen Fähigkeiten, um die 10-C davon zu überzeugen, die DMA nicht mehr zu benutzen und das Hyperfeld abzuschalten. Die Wesen versprechen, den durch die DMA verursachten Schaden wiedergutzumachen. Sie erzeugen ein Wurmloch, um der Discovery den Flug zur Erde zu ermöglichen. Die Erde tritt wieder der Föderation bei. Book wird für seine Taten bestraft, indem er denen helfen muss, die durch die DMA geschädigt wurden. |           |                          |                      |                          |                                                |                                   |                                               |